# Venne (Ostercappeln)

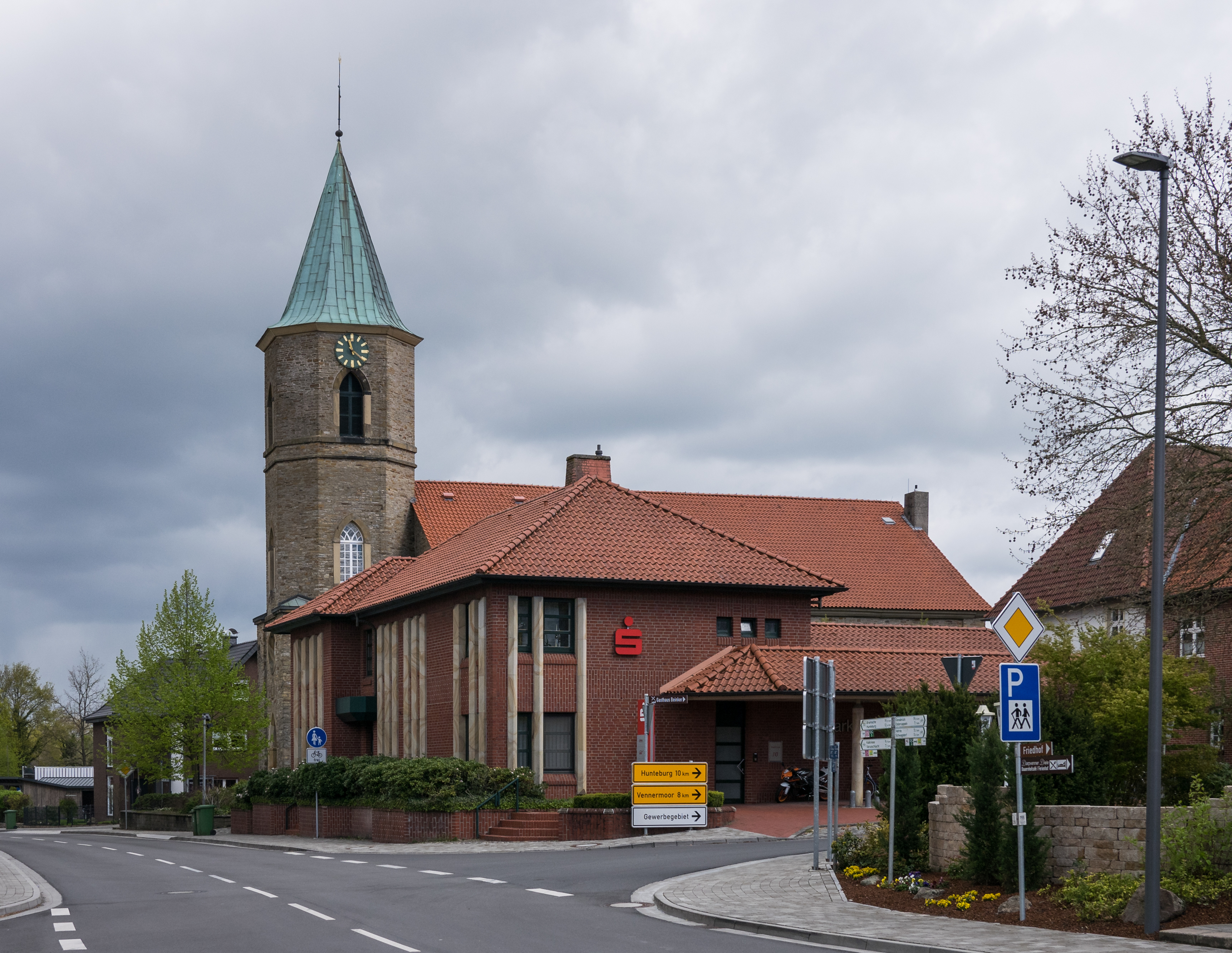
Ortszentrum Venne mit Walburgiskirche

Venne ist seit 1972 ein Ortsteil der Gemeinde Ostercappeln im Landkreis Osnabrück und gehörte zuvor zum Landkreis Wittlage.

## Geschichte
In einer Urkunde des Jahres 1087 wurden Venne und seine Mühle erstmals erwähnt. Die Bauerschaften Broxten, Niewedde und Vorwalde bildeten nicht nur das Kirchspiel Venne, sondern auch die Vogtei Venne. Seit dem 19. Jahrhundert bis 1972 war Venne eine Samtgemeinde, zu der die drei Gemeinden Broxten, Niewedde und Vorwalde gehörten. Von 650 Einwohnern im Jahr 1650 stieg die Bevölkerung auf 2000 im Jahre 1848. Heute leben knapp 3000 Einwohner in Venne. Die erste Kirche entstand 1290; nach dem Dreißigjährigen Krieg wurde das Kirchspiel Venne lutherisch. 1847 ersetzte die heutige, nach Plänen des Architekten Quaet-Faslem erbaute Walburgiskirche das Vorgängergebäude. Vennes Bevölkerung lebte überwiegend von der Landwirtschaft. Davon zeugen noch heute viele guterhaltene Fachwerkhöfe in landschaftlich reizvoller Lage. Über die Hälfte der Bevölkerung bestand aus Heuerleuten. Diese Bevölkerungsschicht bildete auch den Großteil der etwa 1500 Auswanderer, die Venne im 19. Jahrhundert Richtung Amerika verließen.
Nach dem Zweiten Weltkrieg nahm Venne eine große Zahl Flüchtlinge und Heimatvertriebene auf. 1950 betrug ihr Anteil an der Bevölkerung mehr als ein Viertel. Viele davon sind in Venne heimisch geworden. Anfang der 1960er Jahre wurde das erste Neubaugebiet, die Siedlung „Hiese“ ausgewiesen. In den 1970er Jahren kamen die Mühlenbachsiedlung und in den 1980er Jahren die Baugebiete „Auf dem Kampe“ und „In der Strothe“ hinzu. Durch den Zustrom von Aussiedlern wuchs Venne weiter. In den 1990er Jahren wurde das Baugebiet „Hedlage“ besiedelt, und seit dem Herbst 1999 entwickelte sich auch im jüngsten Baugebiet „Am Esch“ rege Bautätigkeit.

## Ortsrat
Der Ortsrat, der den Ortsteil Venne vertritt, setzt sich aus sieben Mitgliedern zusammen. Die Ratsmitglieder werden durch eine Kommunalwahl für jeweils fünf Jahre gewählt. Die aktuelle Amtszeit begann am 1. November 2021 und endet am 31. Oktober 2026.

Bei der Kommunalwahl 2021 ergab sich folgende Sitzverteilung:
| Ortsrat 2021Insgesamt 7 Sitze - SPD: 2 - Grüne: 1 - CDU: 4 |

## Wirtschaft

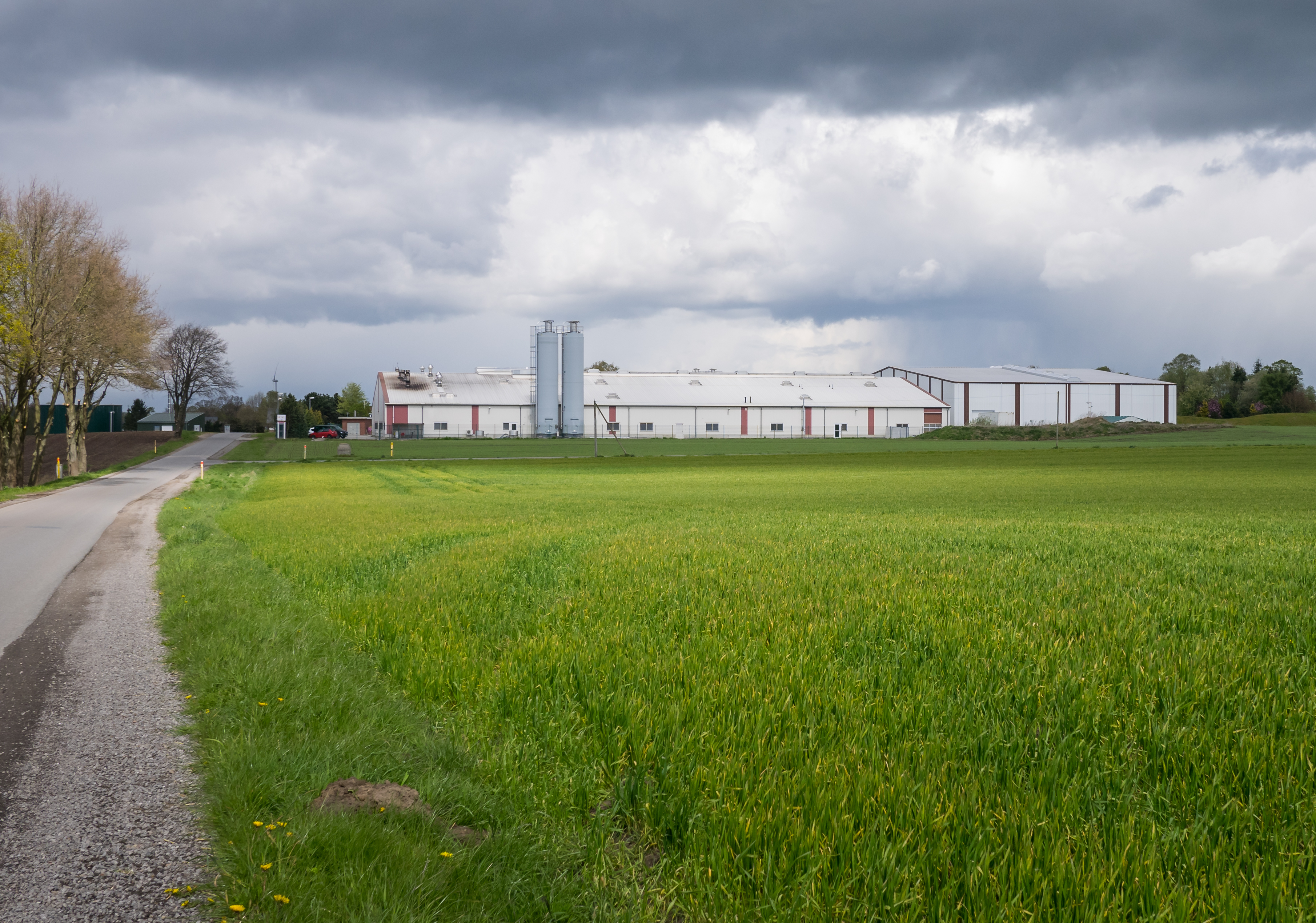
Waffelfabrik Meyer zu Venne

Wichtige Arbeitgeber vor Ort sind das Bauunternehmen Schomaker, die Landwirtschaft und die Firma Meyer zu Venne („Waffel-Meyer“), die in Venne die größte Eiswaffelfabrik Europas betreibt. Pro Jahr werden dort ca. drei Milliarden Waffeln hergestellt. Die Abwärme dieser Fabrik wird seit Ende 2015 zur Beheizung des Dorfes eingesetzt. Hierfür wurde eine Bürgerenergiegenossenschaft gegründet, die ein Nahwärmenetz errichtete, an das neben mehreren öffentlichen Gebäuden auch ca. 150 Haushalte angeschlossen werden (Stand 2015). Über Wärmetauscher wird mit der in der Fabrik entstehenden heißen Abluft Wasser erhitzt, das in Rohren mit einer Gesamtlänge von 11 km zirkuliert und dann einzelne Gebäude versorgt. Für das Projekt wurde die Genossenschaft mit einem Preis der Klima- und Energieagentur Niedersachsen ausgezeichnet.

## Vereinswesen
Ausgiebige Freizeitbeschäftigung finden die Venner in den über 30 Vereinen. Der größte, der Turn- und Sportverein Venne, hat über 1.200 Mitglieder. Auch andere große Vereine wie der Schützenverein (600 Mitglieder) leisten wertvolle Jugendarbeit. Der Heimatpflege hat sich der Heimat- und Wanderverein Venne verschrieben.

## Sehenswürdigkeiten
Waffelmuseum Venne

Das Waffelmuseum Venne zeigt Exponate aus der Geschichte der Waffel und Technik der Waffelherstellung.

### Aussichtsturm Venner Berg
Auf dem Venner Berg befindet sich in einer Höhe von 155,9 Metern über NN der Aussichtsturm Venner Berg. Die Plattform des 1976 errichteten Aussichtsturms befindet sich in 20 Metern Höhe. Im Jahr 2000 und 2018 erfolgten Sanierungen des aus 35 m³ Lärchenholz und 55 m³ Beton bestehenden Turms.

## Angebote für Touristen

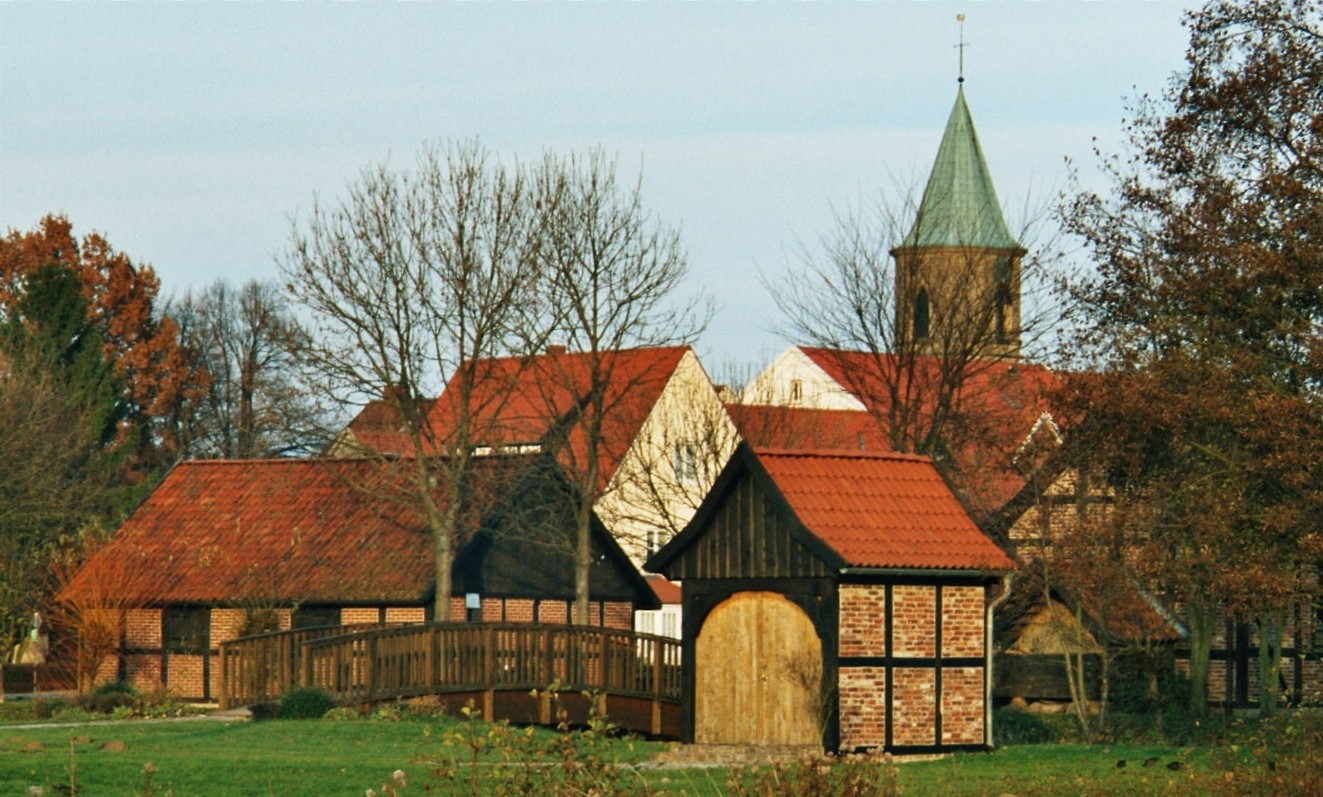
Gebäude auf der Mühleninsel

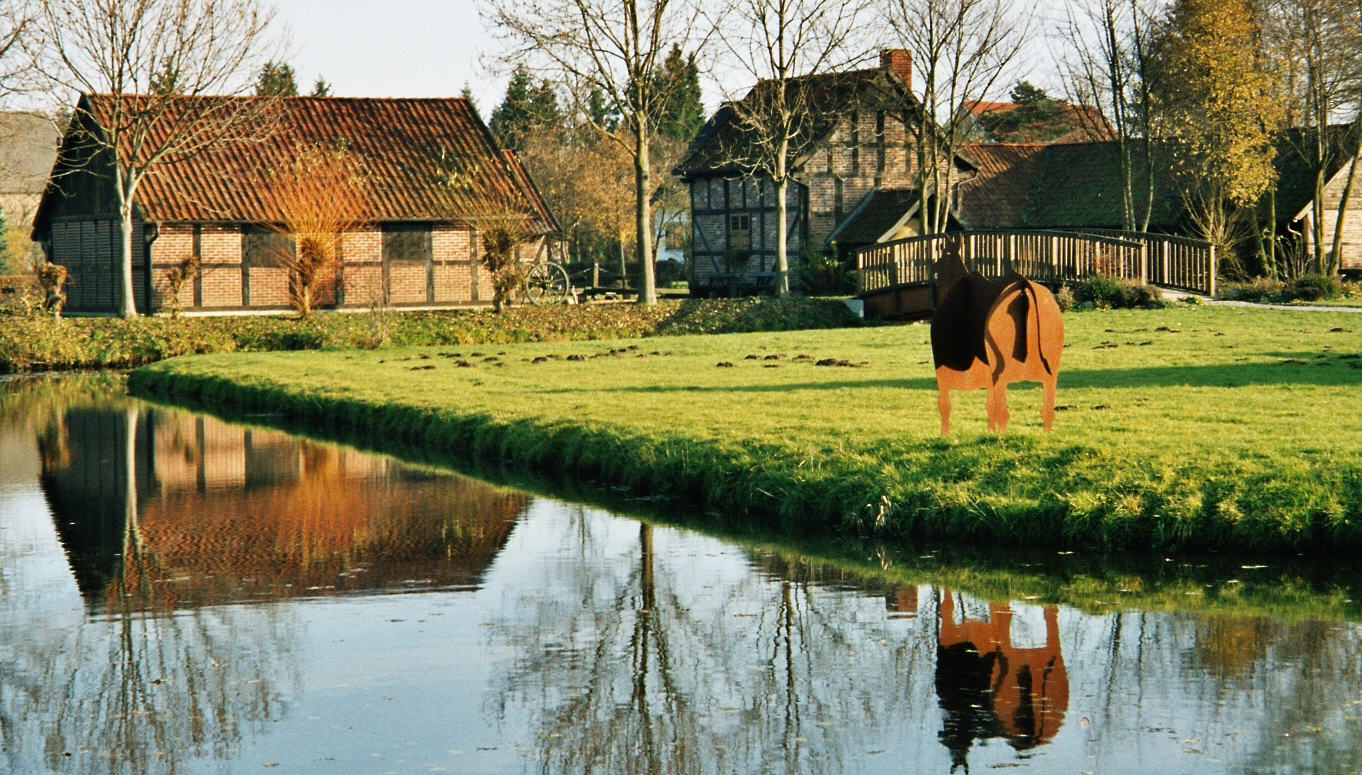
Gebäude auf der Mühleninsel

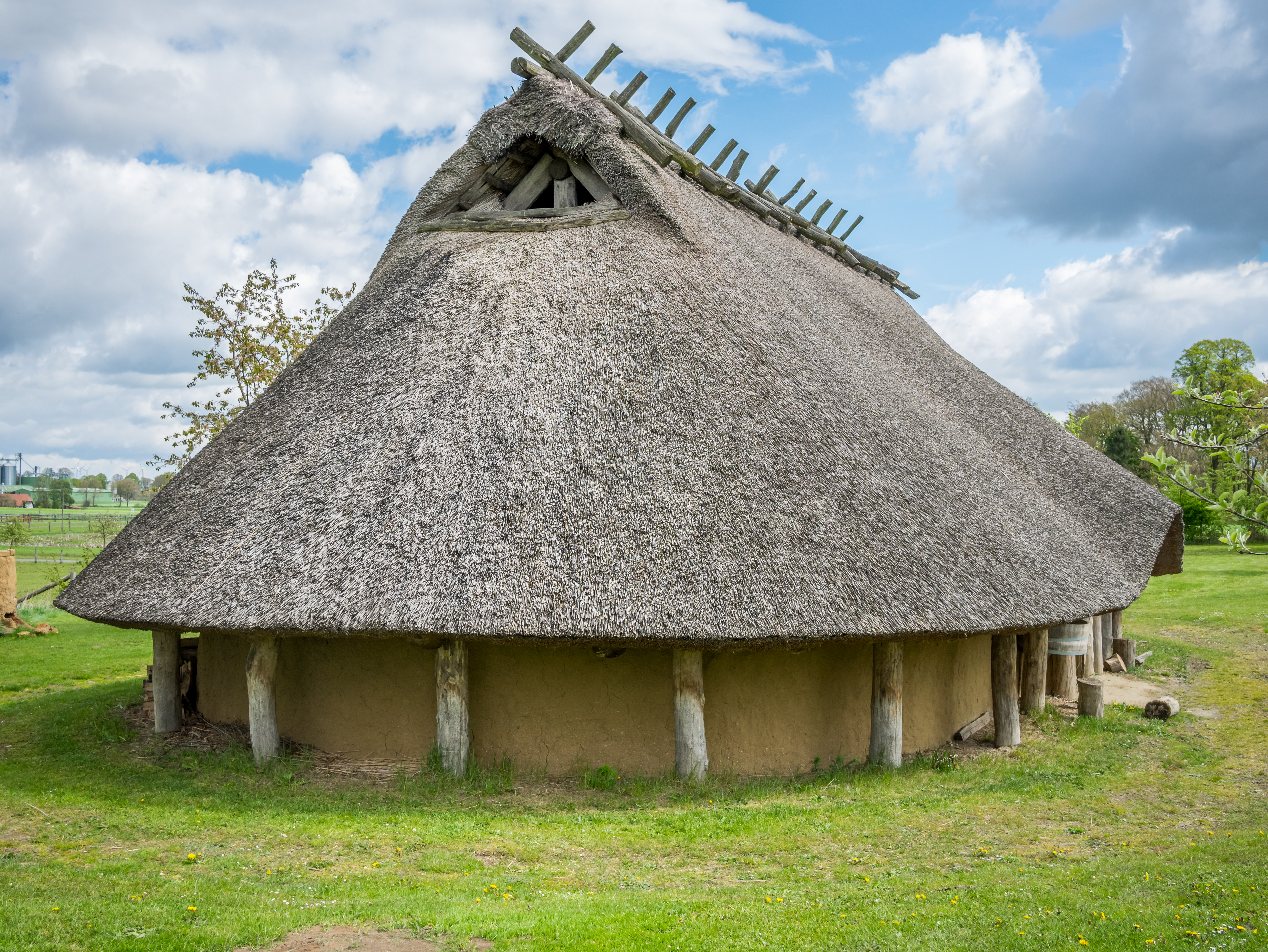
Eisenzeithaus Darpvenne

Der 1973 gegründete „Heimat- und Wanderverein Venne“ unterhält die folgenden Einrichtungen:
- 120 Kilometer Wanderwege im Bereich Venne, darunter der überörtliche „Birkenweg“
- zwei Schutzhütten
- Venner Aussichtsturm, ein im Jahre 1976 errichteter 20 m hoher Holzturm auf dem Venner Berg, der im Jahre 2000 grundlegend saniert wurde[7]
- eine kneippsche Wassertretanlage
- das Kulturdenkmal Kalkofen des Hofes Hollewedde
- zwei Museumsinseln mit einem Backhaus, einer Bleichhütte, zwei Remisen, einem Pferdestall und einer Schmiede (am Erntedankfest veranstaltet der Verein auf der Mühleninsel einen Dorfmarkt und Backtag)
- das Kulturdenkmal Venner Mühle; in der Mühle hat der Heimat- und Wanderverein Venne e. V. außerdem ein Dorfmuseum zur Venner Geschichte eingerichtet; dort sind auch verschiedene Informationen über Venne erhältlich: Wanderweg-Prospekte, Mühlenprospekte, zwei Heimatbücher und verschiedene Heimathefte zur Venner Geschichte; Videofilme und eine Tonbildschau runden das Informationsangebot ab; der Heimat- und Wanderverein Venne e. V. beschäftigt sich neben dem Aufbau und der Unterhaltung der erwähnten Einrichtungen in zwei Arbeitskreisen auch intensiv mit der Dorfgeschichte; die Venner Mühle ist den ganzen Sommer über sonntags von 11 bis 17 Uhr zur Besichtigung geöffnet.

Am Muttertag-Wochenende findet ein überregional bekanntes Folkfestival unter dem Namen Folkfrühling statt.
Weitere Termine im Kalender des „Heimat- und Wandervereins“ sind Rad- und Fußwanderungen, ein Grünkohlessen und ein Jahresabschlussessen mit Diavortrag. Bei vielen dieser Veranstaltungen tritt auch die vereinseigene Trachtengruppe auf.
Im Rahmen des Ausstellungsprojekts zur Schnippenburg entstand in Darpvenne im Jahre 2008 mit dem Eisenzeithaus Darpvenne ein rekonstruiertes Wohnstallhaus aus der Eisenzeit.
Seit fünf Jahren findet der Mittelaltermarkt auf der Mühleninsel statt.